# Franz Mosdorfer
Franz Mosdorfer (* 26. Februar 1840 in Weiz; † 14. Dezember 1905 ebenda) war ein österreichischer Politiker (Deutsche Volkspartei). Er war Abgeordneter zum Abgeordnetenhaus des Österreichischen Reichsrats, Abgeordneter zum Steiermärkischen Landtag und Bürgermeister von Weiz.

## Leben
Mosdorfer wurde als Sohn des Hammergewerke und Landtagsabgeordneten Balthasar Mosdorfer geboren. Er besuchte zunächst die Volksschule in seiner Heimatstadt Weiz und absolvierte danach die Realschule. Zwischen 1860 und 1864 studierte er an der Technischen Hochschule Graz. Beruflich war Mosdorfer zunächst im Familienbetrieb tätig, wo er nach dem Tod seines Vaters 1876 zum Mitbesitzer des Eisenwerks B. Mosdorfers Nachfolger aufstieg. Im Jahr 1890 kam es zur Trennung des Betriebs, wobei Mosdorfer die Großzeugschmiede übernahm.
Mosdorfer heiratete 1870 Leopoldine Kleinoscheg, eine Tochter des Sektfabrikanten Anton Kleinoscheg. Er wurde Vater von vier Töchtern und drei Söhnen, wobei drei seiner Töchter und ein Sohn im Kindesalter verstarben.

## Politik und Funktionen
Mosdorfer engagierte sich stark in der Sparkasse Weiz, wo er ab 1872 Mitglied des Ausschusses war. Im Jahr 1883 übernahm er die Funktion des Obmann-Stellvertreters, zwischen 1892 und 1904 Obmann. Zudem wirkte er zwischen 1873 und 1876 sowie zwischen 1883 und 1901 als Mitglied der Direktion der Sparkasse Weiz. Des Weiteren hatte er zwischen 1887 und 1904 das Amt des Obmanns der Freiwilligen Feuerwehr Weiz  inne und engagierte sich 1889 als Mitglied des Gründungsausschusses des deutschen Schutzvereins Südmark in Graz.
Zwischen 1886 und 1890 sowie von 1892 bis 1902 war Mosdorfer Abgeordneter zum Steiermärkischen Landtag. Er wirkte von 1876 bis 1905 in der Bezirksvertretung Weiz und ab 1870 in der Gemeindevertretung. Von 1874 bis zu seinem Tod war er zudem Bürgermeister von Weiz.
Bei seinem ersten Antreten um ein Mandat im Abgeordnetenhaus unterlag Mosdorfer Oskar Falke. Im Jahr 1897 wurde er mit 738 gegen 710 Stimmen gegen den liberalen Bewerber von Kraus als Vertreter des Wahlkreises Steiermark Städte 5 (Hartberg, Friedberg, Pöllau, Vorau, Feldbach, Fehring, Fürstenfeld, Burgau, Weiz, Passail, Birkfeld, Gleisdorf, Pischelsdorf, St. Ruprecht) zum Abgeordneten des Abgeordnetenhauses gewählt. Er gehörte dadurch dem Reichsrat  zwischen dem 27. März 1897 und dem 7. September 1900 an. Mosdorfer  wurde 1901 mit 928 gegen 199 klerikale Stimmen wiedergewählt, wobei er am 31. Jänner 1901 neuerlich angelobt wurde und bis zu seinem Tod im Reichsrat wirkte. Mosdorfer starb, nachdem er sich nach einem schweren Schlaganfall nicht mehr erholt hatte.